# 上信電気鉄道デハニ30形電車
上信電気鉄道デハニ30形電車（じょうしんでんきてつどうデハニ30がたでんしゃ）は、かつて上信電気鉄道（現 上信電鉄）に在籍していた旅客・荷物車合造の電車である。本項ではかつて同社に在籍し、同じく合造車であったクハニ10形電車についても記述する。

## 概要
デハニ30形・クハニ10形はいずれも木造車を鋼体化した車両であり、デハニ30形は30,31の2両、クハニ10形は10,11,12,13,14の5両が在籍した。

### デハニ30形
- デハニ30は元をたどれば1924年（大正13年）の上信線の改軌・電化時に登場した付随車サハニ1であり、サハ3への改造を経て、1953年（昭和28年）に三和車輌で台枠を流用して鋼製車体を新造し、併せて台車をTR14に変更の上で国鉄払い下げ品のMT4形主電動機を搭載して動力車化された[1]。

- デハニ31は1925年（大正14年）製のデハニ2で、1958年（昭和33年）に東洋工機でやはり台枠を利用して鋼製車体を新造した上で台車を従来のブリル27-MCB-2からTR14へ、また主電動機もシーメンスDJ11B（端子電圧750V 定格出力50kW）からMT4へと換装を行って竣工した。

### クハニ10形
- クハニ10は改軌電化時に登場したサハニ2をサハ4への改造改番を経た上で1954年（昭和29年）に東急車輛製造にて鋼体化を行って竣工した。

- クハニ11は1925年に登場したサハ1を1955年（昭和30年）に三和車両にて鋼体化を行って竣工した。

- クハニ12は1949年（昭和24年）に竣工したクハ11を、1957年（昭和32年）に三和車両にて鋼体化を行って竣工した。

- クハニ13は上毛電気鉄道経由で入手した日本国有鉄道（国鉄）サハ25形サハ25053[注釈 1]の台枠を利用して1957年に三和車両で車体を新造した[1]。

- クハニ14は改軌電化時に登場したデハ3を1959年（昭和34年）に東洋工機にて電装解除・鋼体化を行って竣工した。

## 車体
鋼体化後はいずれの車両も16m級片側3扉の小型車である。デハニ30形は両運転台制御電動車で下仁田側の車端部に荷重2トンの全室構造の荷物室を持ち、その部分に荷物の積み下ろし用の両開き式の扉を装備する。高崎側の2枚の扉は旅客用で片開き式である。またデハニ30は側面窓が2段上昇式で下仁田側の運転台は貫通型だが、デハニ31は側面窓は1段上昇式、下仁田側運転台は非貫通である。
クハニ10形はすべて高崎側を向いた片運転台制御付随車で高崎側にデハニ30形と同様の荷物室を持つ。側面窓は10,11,12の3両が2段上昇式、13,14の2両は一段上昇式である。
運転台は10,11,14が貫通式、12,13は非貫通となっている。またクハニ14は本形式の中で、唯一側面にウィンドウ・シル/ヘッダーが無く、近代的ですっきりとした外観であった。
塗装は当初マルーンを基本に窓周りにクリーム色に塗った1950年代当時の標準塗装であったが、後にコーラルレッドに紺色の帯を配したものへと変更された。

## 主要機器
主制御器はウェスティングハウス、または三菱電機製で電磁空気単位スイッチ式手動加速制御（HL制御）のHL15Dで、デハニ30形の主電動機は国鉄払い下げ品のMT4を1両当たり4基搭載した。台車はいずれも鍛造台車枠を備える釣り合い梁式台車であり、デハニ30形はやはり国鉄払い下げ品のTR14、クハニ10形は木造車から流用したブリル27-MCB-2を装備する。制動装置はM弁を使用したAMM自動空気ブレーキを採用した。これらの仕様は旅客専用車として更新されたデハ20形・クハ20形と共通であった。

## 運用
いずれの車両も旅客専用車であるデハ10形やデハ20形・クハ20形などと連結して最長4両編成で各停・快速などの区別なく運用された。
1980年（昭和55年）以降100形、250形、6000形の導入に伴って急速に置き換えが進んだが、デハニ31のみは予備車として1991年（平成3年）まで在籍した。

## 車歴
凡例
二段 …二段窓、一段上昇 …一段上昇窓
両 …両運転台、片 …片運転台
|            | 車両番号 | 種車    | 竣工年     | 改造担当     | 側面窓形状 | 運転台 | 運転台形状                            | 廃車年     | 備考 |
| ---------- | -------- | ------- | ---------- | ------------ | ---------- | ------ | ------------------------------------- | ---------- | ---- |
| デハニ30形 | デハニ30 | サハ3   | 1953年8月  | 三和車両     | 二段       | 両     | 貫通型                                | 1981年4月  |      |
| デハニ30形 | デハニ31 | デハニ2 | 1958年12月 | 東洋工機     | 一段上昇   | 両     | 貫通型（高崎側） 非貫通型（下仁田側） | 1991年2月  |      |
| クハニ10形 | クハニ10 | サハ4   | 1954年4月  | 東急車輌製造 | 二段       | 片     | 貫通型                                | 1981年4月  |      |
| クハニ10形 | クハニ11 | サハ1   | 1955年12月 | 三和車両     | 二段       | 片     | 貫通型                                | 不明       |      |
| クハニ10形 | クハニ12 | クハ11  | 1957年6月  | 三和車両     | 二段       | 片     | 非貫通型                              | 1981年4月  |      |
| クハニ10形 | クハニ13 |         | 1957年12月 | 三和車両     | 一段上昇   | 片     | 非貫通型                              | 1981年4月  | 新造 |
| クハニ10形 | クハニ14 | デハ3   | 1959年12月 | 東洋工機     | 一段上昇   | 片     | 貫通型                                | 1981年12月 |      |